# 東京英和学校

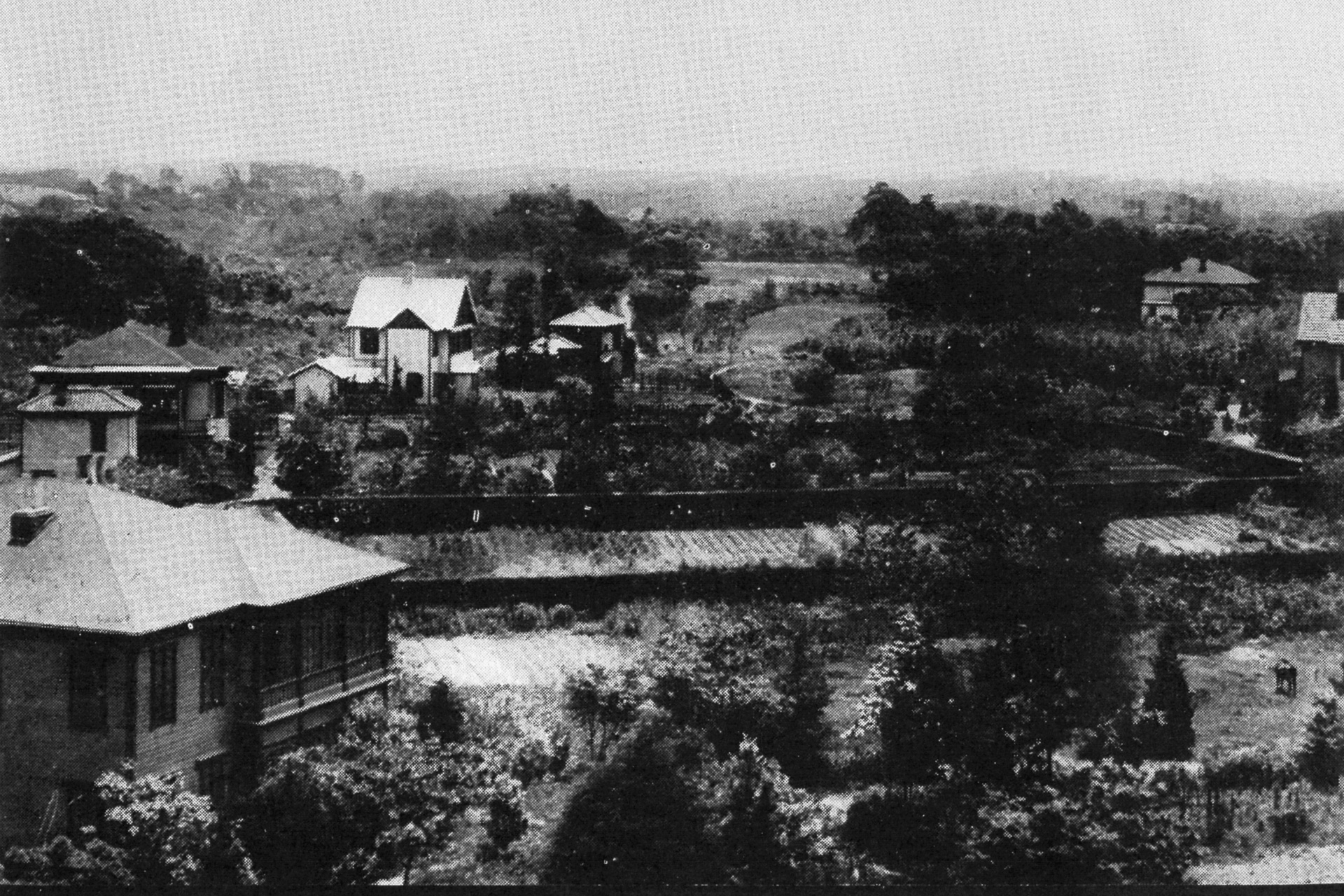
東京英和学校構内（1885年頃）

東京英和学校（とうきょうえいわがっこう）は、青山学院の前身校。

## 概要
メソジストの指導者を多数輩出した。「時計台のある神学校」とも呼ばれた。

## 沿革

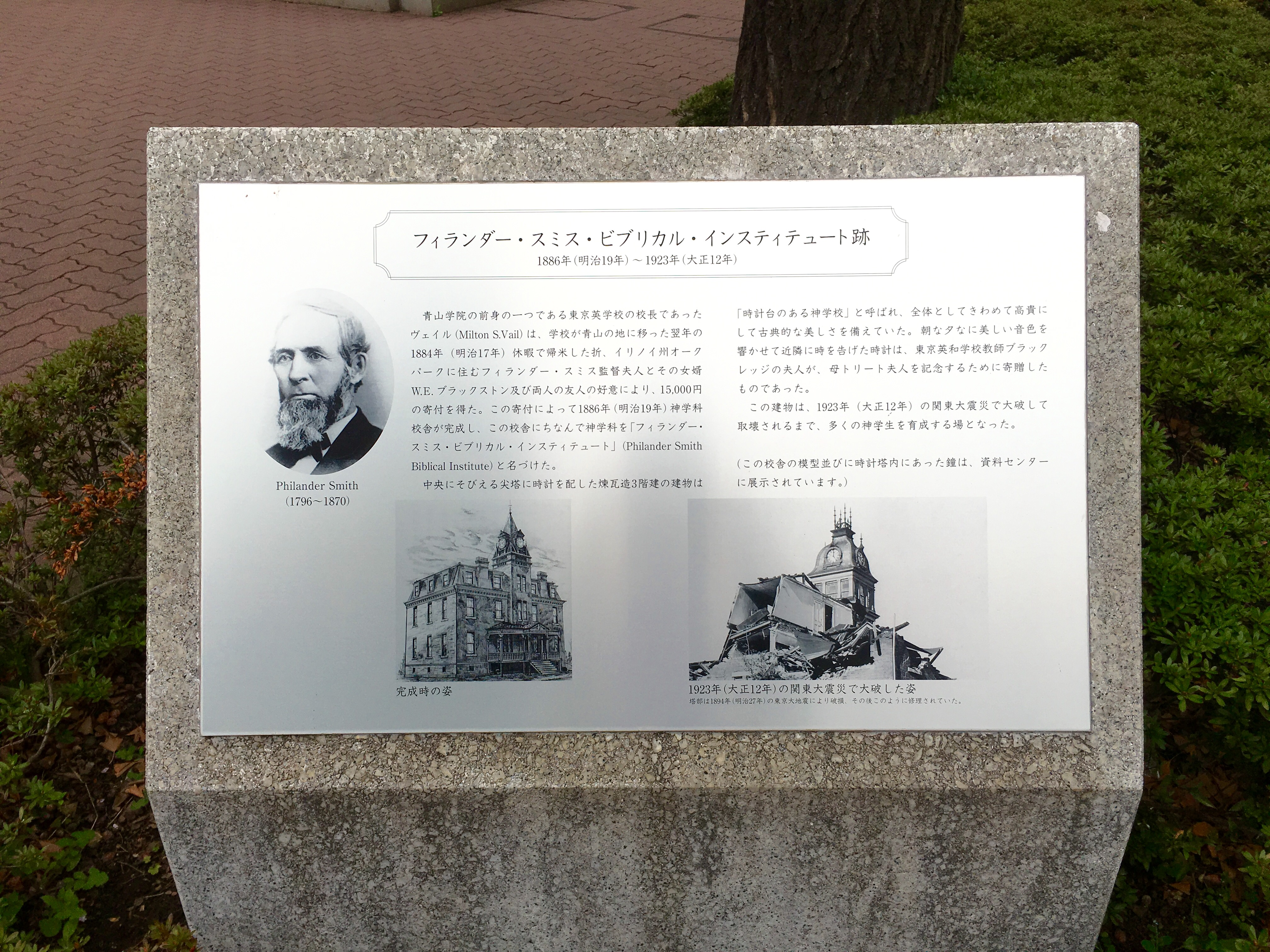
青山学院青山キャンパス内フィランダー・スミス・ビブリカル・インスティテュートの石碑

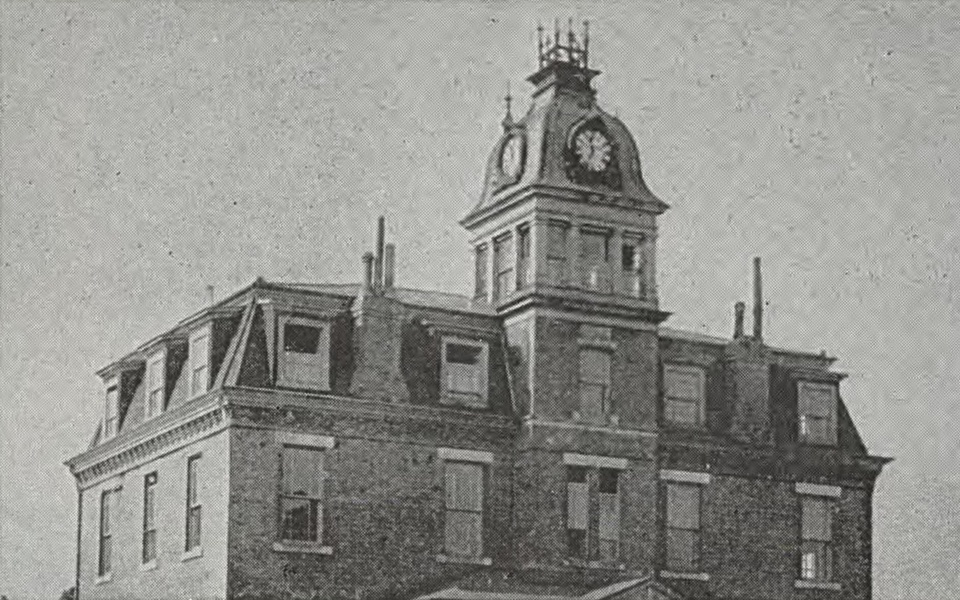
フィランダー・スミス・ビブリカル・インスティテュート（時計台のある神学校）、現存せず

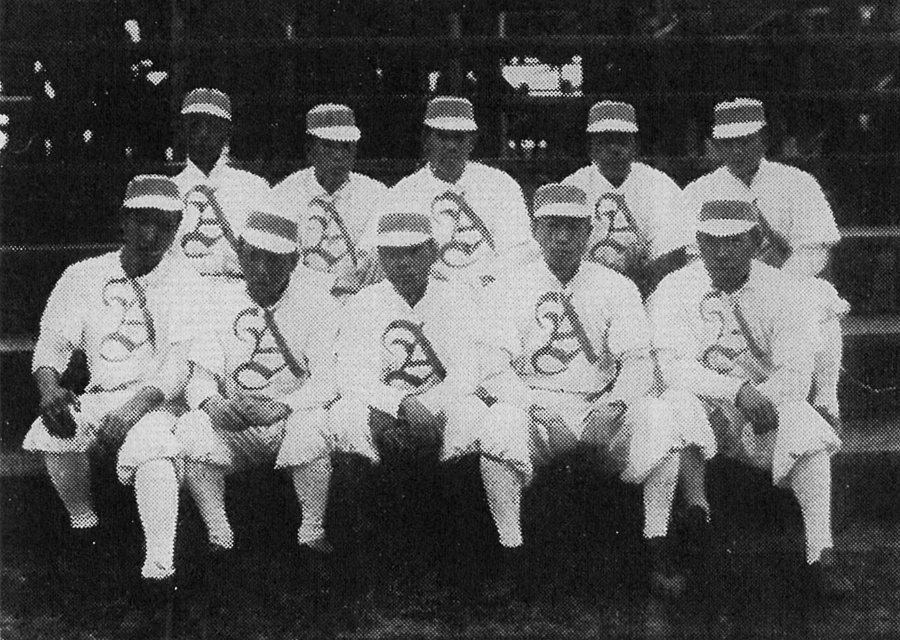
青山学院野球部（1910年）

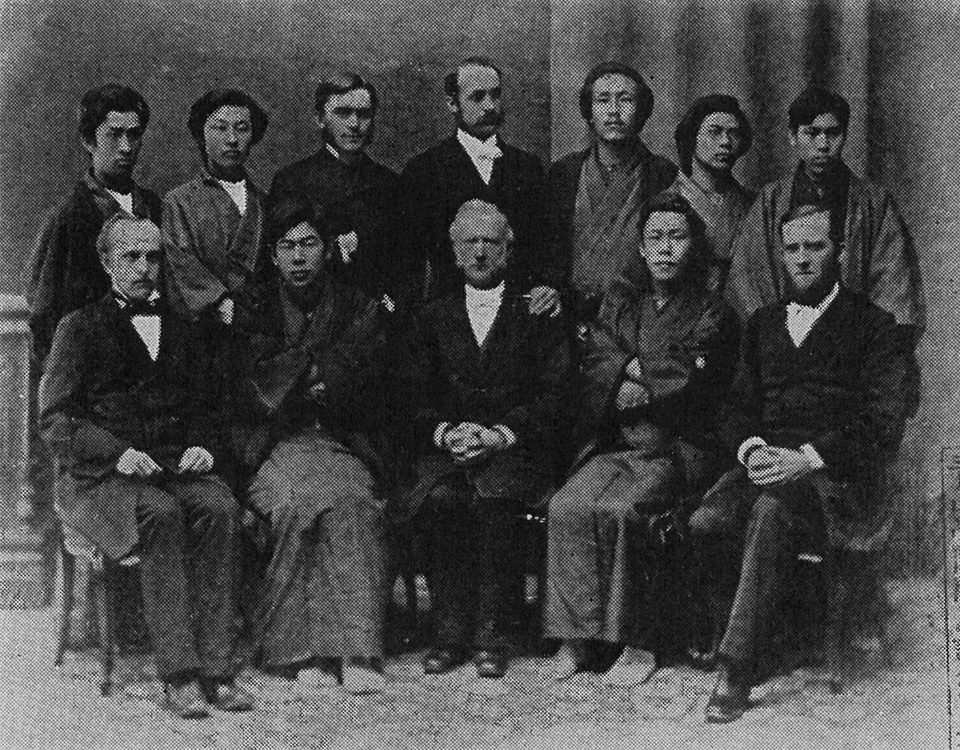
東京英和学校初期の卒業生

東京英和学校は、1878年にジュリアス・ソーパーが築地1丁目に設立した男子校「耕教学舎」が起源である。同校は、1881年に「東京英学校」に校名を変更。また、1879年にロバート・S・マクレイによって設立された男子校「美會神学校」が、1882年に「東京英学校」に合同する。その後、ジョン・F・ガウチャーの寄付により、開拓使農事試験場第二官園跡地（約3万坪）を購入し、1883年に「東京英学校」は赤坂区青山南町に移転し、「東京英和学校」と改称した。その後、欧化主義が衰えを見せ始めたことで、校名に「英」の文字が入っていることに反感が出たため、青山の地にあるということで、1894年、二代目院長の本多庸一の時に、「青山学院」と校名を変更する。1927年にはドーラ・E・スクーンメーカーの女子小学校を起源とする「青山女学院」と合同し、現在の青山学院の基礎となる。予備学部・高等普通学部・神学部があったが、神学部は後に、日本神学校・日本ルーテル神学専門学校などとともに、日本東部神学校に統合された。東京英和学校は戦前の財界、教育界、宗教界で有力な人物を輩出した。

## 時計台のある神学校
当時、東京英和学校は「時計台のある神学校」とも呼ばれた。それは1886年建築の「フィランダー・スミス・ビブリカル・インスティテュート」という建物があったためである。それは、煉瓦3階建で、中央の尖塔は文字盤が4面にはめ込まれた時計台となっていた。この建設にあたり、ロバート・S・マクレイ総理（青山学院初代院長）が募金運動を行い、その募金によってまかなわれた。当時としては珍しい美しい洋風建築が、人目を引いたと伝えられる。しかし、関東大震災で大破した。

## 黎明期の野球
東京英和学校は外国人の教員も多かったため、日本で最も初期に野球を行っていた数少ない教育機関の一つであった。
旧制一高や東京英和学校のほか、明治学院、旧制学習院高等科、慶應義塾などで早くに野球部が組織化された。東京英和学校の後身にあたる現在の青山学院大学硬式野球部は東都大学野球連盟に加盟している。

## 出身者
- 国沢新兵衛 - 美會神学校初代卒業生、満鉄理事長、日本通運初代社長
- 勝田銀次郎 - 貴族院勅選議員、神戸市長、勝田商会の創業者、三大船成金の一人
- 米山梅吉 - 三井信託株式会社設立者、貴族院勅選議員、紺綬褒章受章、勲四等瑞宝章受章
- 血脇守之助 - 歯科医師、東京歯科大学創立者
- 幸田露伴 - 小説家、帝国学士院会員・帝国芸術院会員、第1回文化勲章受章者
- 清水釘吉 - 清水組代表取締役社長
- 太田達人 - 大阪府第一中学校・秋田県立秋田中学校・秋田県立横手中学校・樺太庁大泊中學校などの校長
- 長尾半平 - 元衆議院議員、和光学園園長、明治学院理事、東京女子大学副学長
- 門脇重雄 - 鳥取県士族、衆議院議員
- 岩村透 - 東京美術学校教授、男爵、福岡県知事、貴族院議員
- 田中王堂 - 早稲田大学文学部教授
- 浅田栄次 - 青山学院神学部教授を経て東京外国語学校（現：東京外国語大学）教授、文部省視学委員等歴任
- 生江孝之 - 「日本社会事業の父」、東京キリスト教青年会理事、東京府社会事業協会理事、日本女子大学教授
- 山田寅之助 - 青山学院神学部教授、牧師
- 間島弟彦 - 銀行家（三井銀行常務歴任）、歌人
- 千葉勇五郎 - 牧師、関東学院名誉院長、日本バプテスト基督教団初代統理
- 平田平三
- 山鹿旗之進
- 池田徳松
- 長谷川朝吉
- 石坂亀治
- 中川邦三郎
- 青柳英太郎
- 原野彦太郎
- 川澄明敏
- 岡田寛治
- 田中義三郎
- 平野栄太郎
- 加藤景美
- 別所梅之助 - 宗教家
- 中田重治 - 宗教家
- 田中太郎 - 社会事業家

## 教員
- 元良勇次郎 - 日本最初の心理学者、東京帝大教授、従三位・勲二等瑞宝章受章
- 長田時行 - 日本組合基督教会牧師
- 松島剛 - 明治時代の教育者、東京市会議員
- 高木壬太郎 - 青山学院神学部教授、メソジスト派の牧師、カナダ・ヴィクトリア大学神学部にて日本人初名誉神学博士号取得